# Django 2
Pour les articles homonymes, voir Django.
Série
Django
(1966)
Pour plus de détails, voir Fiche technique et Distribution.
Django 2 : Le Grand Retour (Django 2 : il grande ritorno) est un western spaghetti italien réalisé par Nello Rossati en 1987. C'est la suite officielle de Django de Sergio Corbucci sorti en 1966.

## Synopsis
Au Mexique, le cavalier solitaire Django (Franco Nero), devenu moine, reprend les armes après l'enlèvement de sa fille.

## Fiche technique
- Titre français : Django 2 : Le Grand Retour ou Le Grand Retour de Django ou Le Retour de Django ou Django 2 : Le Retour
- Titre anglophone : Django Strikes Again[1]
- Titre original : Django 2 : il grande ritorno
- Réalisation : Nello Rossati, Ruggero Deodato (assistant réalisateur)
- Scénario : Franco Reggiani et Nello Rossati, d'après le personnage créé par Sergio Corbucci
- Musique : Gianfranco Plenizio
- Photographie : Sandro Mancori
- Montage : Adalberto Ceccarelli
- Costumes : Toni Rossati
- Direction artistique :Marco Canevari
- Production : Spartaco Pizzi
- Société de production : National Cinematografica
- Distribution :

 États-Unis : Anchor Bay Entertainment
 Italie : Surf Film
- Genre : Western spaghetti
- Durée : 88 minutes (version originale) / 75 minutes (version française)
- Pays d'origine :  Italie
- Format : Couleur (Eastmancolor) - 1.85:1
- Dates de sortie[1] :

 Italie : 3 décembre 1987

## Distribution
- Franco Nero (VF : Marc de Georgi) : Django
- Christopher Connelly : El Diablo Orlowsky
- Donald Pleasence (VF : Philippe Dumat) : Ben Gunn
- Licinia Lentini : Comtesse Isabelle
- William Berger : « Old Timer »
- Roberto Posse :
- Alessandro Di Chio :
- Rodrigo Obregón :
- Micky :
- Bill Moore :
- Consuelo Reina : Dona Gabriela